# Словарь украинского языка (Гринченко)
«Словарь украинского языка» (укр. «Словарь української мови») — украинско-русский словарь, собранный редакцией журнала «Киевская старина», составленный с добавлением собственного материала Борисом Гринченко и изданный в 1907—1909 годах в Киеве в 4 томах. Украинские реестровые слова в нём объясняются русскими соответствиями или (значительно реже) описательно, подавляющее большинство их иллюстрируется предложениями. Правописание, используемое в словаре, получило название гринченковка (укр. грінченківка, грінчевичівка).

## История
«Словарь украинского языка» составлялся 46 лет с 1861 по 1907 год и имел большое влияние на становление украинского литературного языка и литературного правописания. Словарь насчитывает 66 605 слов. В конце четвёртого тома отдельным приложением приводятся «Крестные имена людей». «Словарь украинского языка» является самым полным и лексикографически совершенным украинским словарём до начала XX века. Труд над словарём начали ещё Евгений Тимченко и Владимир Науменко, которые упорядочили лексический материал журнала «Основа» 1861—1862 годов и более поздние лексические накопления и в 1897 году опубликовали (в русском правописании) первые листы (буквы А—В) как приложение к журналу «Киевская старина».
С 1902 года к работе над словарём был привлечён Б. Гринченко. Он использовал труды многих корреспондентов журнала «Киевская старина», собрал материалы из произведений художественной литературы и фольклорных источников, частично пользовался предыдущими словарями подобного типа, добавил значительный собственный материал (диалектные и фольклорные записи).
Российский академик А. А. Шахматов дал «Словарю…» высокую оценку; на Общем собрании Петербургской академии наук 1905 года «Словарю украинского языка» присуждена вторая премия Н. И. Костомарова «за лучший малорусский словарь».

## Характеристика
«Словарь…» зафиксировал живой украинский язык. В нём наряду с лексикой фольклора и литературы фиксируются и диалектизмы, иногда узколокальные; они в основном документируются. Широко представлена украинская фразеология, часто с объяснением её происхождения. При названиях растений и животных, как правило, приводятся их латинские научные соответствия. В предисловии к словарю Б. Гринченко дал краткий, но достаточно подробный обзор истории украинской лексикографии. Украинская часть словаря напечатана новым, специально для этого разработанным Б. Гринченко правописанием, которое лежит в основе современного украинского правописания.

## Правописание
В предисловии к словарю Гринченко отметил, что в издании его «принято то правописание, которое употреблено в украинских параллелях в „Словаре русского языка, составленном Вторым отделением Императорской академии наук“ и в то же время употребляется и в научных и других изданиях Научного общества им. Шевченко во Львове».
Гринченко дипломатично не упомянул рекомендаций специально созданной комиссии Второго отделения Императорской академии наук, к которому обратился ответственный за напечатание словаря В. М. Доманицкий. Комиссия на отдельном совещании предложила:
1. Буквы ї не употреблять для обозначения мягкости согласных перед і.
2. Не обозначать через ь мягкость согласных з, с, ц перед соединением губных согласных с і: звір, сміх, звізда.
3. Употреблять ё для передачи йотации о и мягкости согласных перед ней.
4. Раздельное произношение обозначать не апострофом, а с помощью ь: пьять, зьїсти.
5. В соответствующих существительных среднего рода писать двойной согласный и -я: знання, а не знаннє.
6. Соответствующие аффрикаты обозначать буквосочетаниями дж, дз.
7. Не отражать ассимилятивных изменений в глагольных формах перед -ся: даєшся, дається, а не даєсся, даєцця.
8. Передавать взрывной звонкий заднеязыковой согласный буквой ґ.[6]

Предложения были разосланы для обсуждения украинским филологам, в частности Б. Гринченко, П. Житецкому и К. Михальчуку. В своём ответе Б. Гринченко отстаивал написание йо, ьо и апостроф. Эти элементы «галицкой» орфографии он применил в публикации «Словаря украинского языка» (апостроф употреблял и после губных согласных перед є, ї, я, ю, высказался за употребления только і после мягких согласных). Вопреки правилам Научного общества имени Тараса Шевченко, Б. Гринченко большую группу общих названий, согласно с поднепровским произношением, напечатал с начальной буквой и: идол, ижиця, икати, илкий, инакий, индик, иржа, Ирід (Ирод), искра и много др.
Очень близкой к «Гринченковой» орфографии является правописание, которое употреблял Е. Тимченко.
О роли Б. Гринченко И. Огиенко сказал: «Правописание этого словаря было принято во всех украинских редакциях и изданиях. Вот это правописание, как след совместного труда писателей всего XIX века и всего украинского народа, и воцарилось на Украине, и держится у нас вплоть до сегодняшнего дня». Его всё-таки использовали не во всех деталях. Например, в российско-украинском словаре географической терминологии, составленном Естественной комиссией Украинского общества школьного образования (1917 год), не употребляется апостроф: згірья, скамьянілість.

## Издания
«Словарь…» не раз переиздавался:

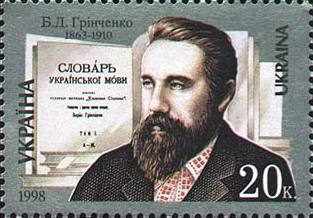
Украинская марка 1998 года с Борисом Гринченко и его словарём

- 1907—1909 (первое издание, в 4 томах).
- 1924 и 1925 (дважды фототипическим способом): том 1, том 2.
- 1927—1928 — под редакцией С. А. Ефремова и А. В. Никовского с приложением новых материалов (т. 1-3, буквы А— Н; каждому тому предшествуют статьи, освещающие историю подготовки словаря).
- 1937 — под редакцией А. Хвыли с применением правописания того времени (без предисловия Б. Гринченко; вышел только т. 1, буквы А—Ж).
- 1958—1959 (фотомеханическим способом из 1-го издания).
- 1996 (фототипическое; со вступительным словом А. Тараненко).
- 1996—1997 (фототипическое); в т. 2 последних двух изданий добавлена пропущенная в других изданиях (кроме издания под ред. С. Ефремова и А. Никовского) часть Захидный—захурчаты, написанная преимущественно в русской орфографии.

Онлайн-версии
- на сайте-сборнике русско-украинских словарей r2u.org.ua.
- на специальном сайте hrinchenko.com, созданном по переизданию 1958 года: поиск с подсказками, наличие списка слов-соседей, возможность просмотра всего списка лексики по алфавиту, полная паспортизация лексики (для каждого слова приведены том и страница, на которой оно находится в оригинальном издании), возможность просматривать сканированные страницы оригинального издания словаря как для каждого слова, так и отдельно, блок со случайными статьями.
- на Вики Киевского университета имени Бориса Гринченко: «Словарь украинского языка»: дополняется изображениями и определениями из современных словарей (оригинал остаётся).